# Silas Weir Mitchell (Mediziner)
Silas Weir Mitchell (* 15. Februar 1829 in Philadelphia, Pennsylvania; † 4. Januar 1914 ebenda) war ein US-amerikanischer Arzt, Neurologe und Schriftsteller.

## Leben und Wirken
Mitchell war der Sohn des Arztes John Kearsley Mitchell (1798–1858) und dessen Ehefrau Sarah. Auf Wunsch des Vaters studierte Mitchell an der University of Pennsylvania, danach wechselte er an das Jefferson Medical College, wo er 1850 zum Doktor der Medizin promoviert wurde.
1858 heiratete Mitchell in seiner Heimatstadt Mary Middleton Elwyn. Er hatte mit ihr zwei Söhne: John Kearsley (1859–1917) und Alfred Langdon (1862–1935). Die Ehefrau starb 1862. 1875 heiratete er in zweiter Ehe Mary Cadwalader und hatte mit ihr eine Tochter: Mary Gouverneur (1876–1898). Mit dieser zweiten Eheschließung kam er in die Familie des Bundesrichters John Cadwalader und gehörte damit zur „Haute-Volée“ von Philadelphia.
Während des Bürgerkriegs (1861–1865) arbeitete Mitchell als Arzt im Turners Lane Hospital in seiner Heimatstadt. In dieser Zeit begründete er dann auch seinen Arbeits- und Forschungsschwerpunkt in der Neurologie. Er forschte u. a. auf dem Gebiet der Neurasthenie und Hysterie und wurde bald schon – nach einem Ondit – „bekannter als Dr. Diet and Dr. Quiet“. 1865 wurde er sowohl in die American Academy of Arts and Sciences als auch in die National Academy of Sciences gewählt. 1908 wurde er als auswärtiges Mitglied in die Royal Society aufgenommen.
Sein Debüt als Autor erlebte er 1863 mit seiner Kurzgeschichte The case of George Dedlow, die er in der Zeitschrift The Atlantic Monthly veröffentlichen konnte. Als Hausarzt von Charlotte Perkins Gilman spielt er indirekt eine Rolle in ihrer Erzählung The yellow wall-paper (Die gelbe Tapete).
Silas Weir Mitchell starb sechs Wochen vor seinem 85. Geburtstag am 4. Januar 1914 in seinem Haus in Philadelphia. Seine letzte Ruhestätte fand er auf dem Woodland Cemetery (Section E).

## Ehrungen
- Die Gefleckte Klapperschlange (Crotalus mitchellii) wurde ihm zu Ehren benannt.
- Erythromelalgie wurde im englischsprachigen Raum lange auch Mitchell's Disease genannt.[3]
- Der Mitchell Point, eine Landspitze in der Antarktis, trägt gleichfalls seinen Namen.

## Schriften (Auswahl)

### Als Arzt
- Fat and Blood. New York 1909.
- Injuries of Nerves and their consequences. Philadelphia 1872.
- The autobiography of a quack and the case of George Dedlow (Muckrackers; Bd. 31). London 1900.

### Als Schriftsteller
- A Madeira Party. New York 1895.
- A little more burgundy. New York 1895.
- Far in the forest. New York 1909.
- The Youth of Washington. New York 1904.